# Ивановка (Межевский район)
Ива́новка (укр. Іванівка) — село,
Ивановский сельский совет,
Межевский район,
Днепропетровская область,
Украина.
Код КОАТУУ — 1222684401. Население по переписи 2024 года составляло 1012 человек.
Является административным центром Ивановского сельского совета, в который не входят другие населённые пункты.

## Географическое положение
Село Ивановка находится на правом берегу реки Волчья,
выше по течению на расстоянии в 5 км расположено село Филия,
на противоположном берегу — село Зелёный Гай (Великоновосёлковский район).
Река в этом месте извилистая, образует лиманы, старицы и заболоченные озёра.

## История
- 1777 год — дата основания.

## Экономика
- «Ивановское», АО.
- ООО «Проминь», агрофирма.
- Магазин "Арсенал"

## Объекты социальной сферы
- Школа.
- Клуб.
- Больница.
- Пляж "Тырло"
- Грибок
- Последняя остановочка
- Надпись "Я люблю Иваноку!"

## Достопримечательности
- Братская могила советских воинов.
- Секретный мостик в лесу